# Ígor Akinféiev
Ígor Vladímirovitx Akinféiev (En rus: Игорь Владимирович Акинфеев) (Vídnoie, Unió Soviètica; 8 d'abril de 1986) és un futbolista professional rus que actualment milita a les files del CSKA Moscou de la Lliga russa. Ocupa la posició de porter. Ha estat 111 cops internacional amb la selecció del seu país.

## Palmarès

### CSKA Moscou
- 1 Copa de la UEFA: 2004-05
- 6 Lligues russes: 2003, 2005, 2006, 2012-13, 2013-14 i 2015-16
- 7 Copes de Rússia: 2004-05, 2005-06, 2007-08, 2008-09, 2010-11, 2012-13 i 2022-23
- 7 Supercopes de Rússia: 2004, 2006, 2007, 2009, 2013, 2014 i 2018